# Egervölgy, Vas
Egervölgy  este un sat în districtul Vasvár, județul Vas, Ungaria, având o populație de 363 de locuitori (2011). 

## Demografie
Componența etnică a satului Egervölgy
     Maghiari (100%)
Componența confesională a satului Egervölgy
     Romano-catolici (78,51%)
     Fără religie (1,38%)
     Reformați (1,1%)
     Necunoscută (19,01%)
Conform recensământului din 2011, satul Egervölgy avea 363 de locuitori. Din punct de vedere etnic, majoritatea locuitorilor (100,0%) erau maghiari.  Din punct de vedere confesional, majoritatea locuitorilor (78,51%) erau romano-catolici, existând și minorități de persoane fără religie (1,38%) și reformați (1,1%). Pentru 19,01% din locuitori nu este cunoscută apartenența confesională.